# Evangelische Kirche (Kirchlotheim)

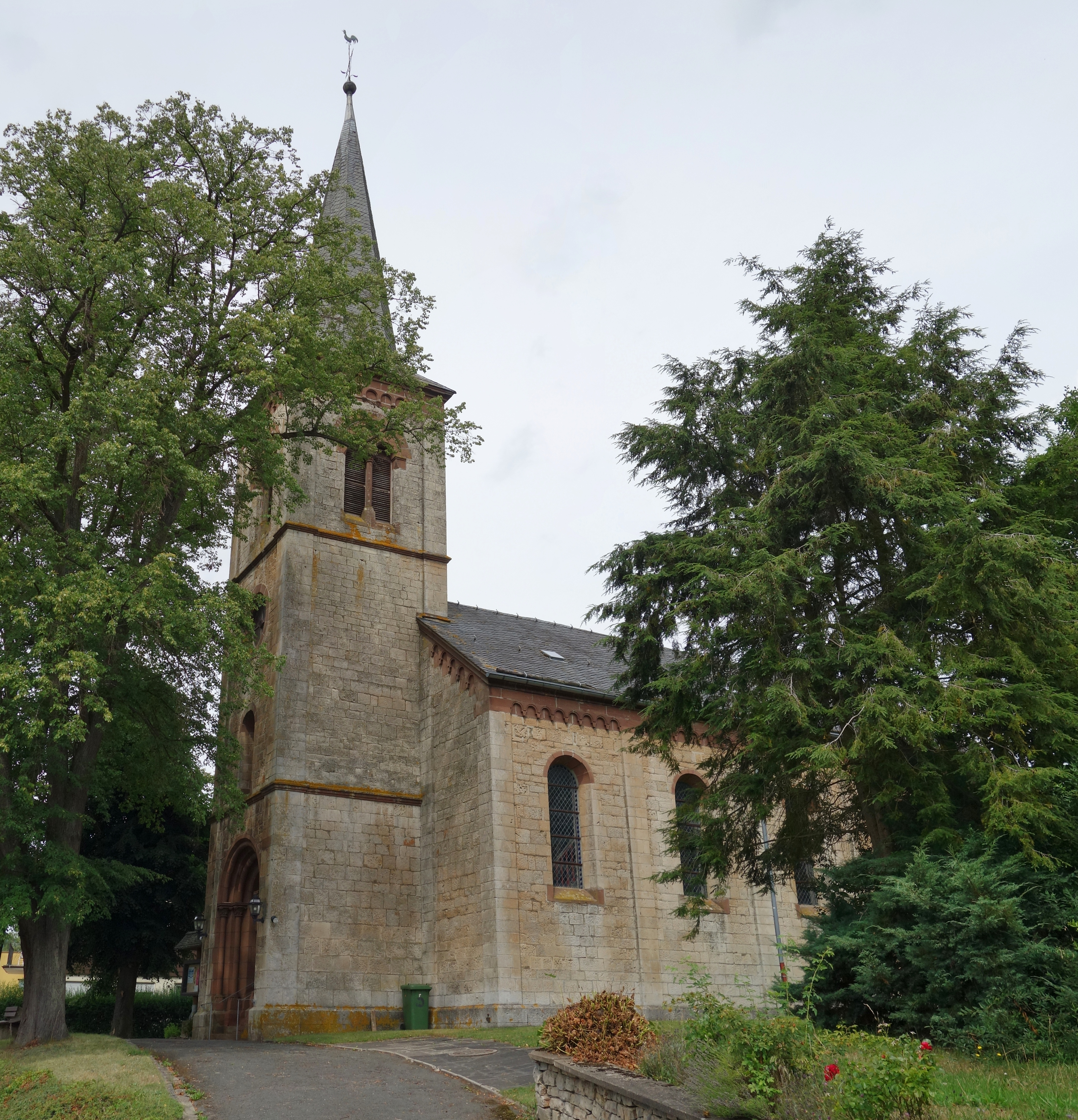
Evangelische Kirche in Kirchlotheim

Die evangelische Kirche Kirchlotheim ist ein denkmalgeschütztes Kirchengebäude in Kirchlotheim, einem Ortsteil von Vöhl im Landkreis Waldeck-Frankenberg in Hessen. Die Kirche gehört zur Gesamtkirchengemeinde Waldeck im Kirchenkreis Eder im Sprengel Marburg der Evangelischen Kirche von Kurhessen-Waldeck.

## Beschreibung
Die von Südwest nach Nordost ausgerichtete neuromanische Saalkirche wurde in den Jahren 1863 bis 1872 nach Plänen des Baumeisters Langsdorf erbaut. Das schlichte, aus Quadermauerwerk errichtete Kirchenschiff erhebt sich auf einem flachen Sockel aus Werkstein und wird durch Lisenen in fünf Achsen mit je einem Bogenfenster gegliedert. Die Bögen der Fenster und die schrägen Sohlbänke sind durch die Verwendung von rotem Sandstein hervorgehoben. Unter der Dachtraufe und dem Ortgang des Kirchenschiffs befindet sich ein Gesims aus rotem Sandstein, ebenso unter der Dachtraufe des quadratischen Kirchturms, der im Südwesten dem Kirchenschiff vorgelagert ist. Den nordöstlichen Abschluss der Kirche bildet ein kleiner Chor mit 3/8-Schluss und kleinen Bogenfenstern. 
Der mit einem achtseitigen, schiefergedeckten, spitzen Helm bedeckte Kirchturm beherbergt das mit rundbogigem Gewände versehene Portal. Die Geschosse des mit Lisenen an den Ecken gegliederten Turms werden durch profilierte Gurtgesimse optisch getrennt. Das mittlere Geschoss enthält ein kleines Bogenfenster und ein darüber angeordnetes großes Ochsenauge. Das oberste Geschoss ist allseitig mit von Rundbögen überfangenen Biforien als Klangarkaden versehen. 
Der Innenraum ist mit einer Holzbalkendecke überspannt, die längst auf zwei Unterzügen ruht. Lediglich der durch einen Triumphbogen optisch abgetrennte Chor ist eingewölbt. Die historische Kirchenausstattung beschränkt sich auf eine am Triumphbogen aufgestellte neugotische Kanzel, ein ebensolches Taufbecken sowie im Westen eine breite Empore, auf der eine bauzeitliche Orgel steht.